# المطينة

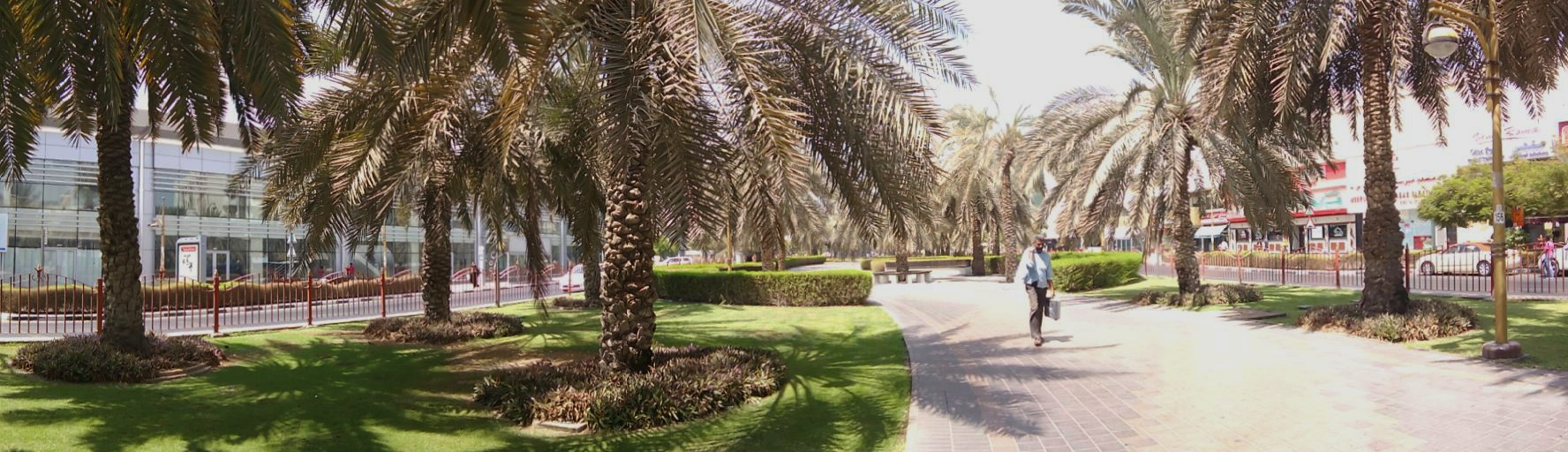
حديقة المطينة

المطينة هو حي يقع في إمارة دبي في الإمارات العربية المتحدة، بلغ عدد سكانها (48000) نسمة عام 2021، ووصل إلى (49,812) نسمة في العام 2023، بكثافة سكانية تعادل (44,753) فرد/كم² بحسب بيانات مركز دبي للإحصاء. يقع الحي في الجهة الغربية من ديرة بالقرب من خور دبي وبر دبي، ويمتد حي المطينة على مساحة 1.12 كم مربع، يحيط به كل من أحياء نايف والبراحة والمرقبات ويقع بين شارع أبو بكر الصديق وشارع الرشيد وشارع عمر بن الخطاب وشارع صلاح الدين. ويضم مزيجاً من الجنسيات والثقافات المختلفة مثل الهند وباكستان بالإضافة للبلدان العربية كمصر واليمن ولبنان ويحتضن حديقة المطينة ويجاور سوق السمك في ديرة وقد سميت المنطقة بهذا الاسم لأنها كانت أرضاً طينية في السابق.